# Blindhed
Blindhed er manglende syn. For det meste er alt sort, men der kan være blinde, der kan "se" lys.
Blinde kan være født blinde, mens andre bliver blinde fx ved et færdselsuheld.

## Årsager til blindhed
Betydeligt nedsat syn kan have flere årsager:

### Sygdomme
De fleste tilfælde er forårsaget af sygdom og fejlernæring. Ifølge en rapport fra WHO i 2002, er de mest almindelige årsager til blindhed
- grå stær (47,8 %),
- grøn stær (12,3 %),
- aldersrelateret macular degeneration (AMD) (8,7 %),
- trakom (3,6 %),
- corneal opacity (5,1 %) og
- diabetisk retinopati (4,8 %), i tillæg til andre årsager.

### Genetiske defekter
Albinoer har ofte reduceret syn. En lang række genetiske sygdomme bl.a. retinitis pigmentosa fører til blindhed. 

### Skader på hornhinden
Skader på hornhinden kan give større eller mindre brydningsfejl eller total blindhed.

### Amblyopi
Amblyopi er reduceret synsevne på det ene øje uden påviselige anatomiske forandringer.

## Hjælpemidler
Der er udviklet en række hjælpemidler til blinde. Lige fra talende vægte,ure og mobiltelefoner), datatekniske hjælpemidler med programmer for syntetisk tale og forstørret skærmtekst eller punktskrift. Punktskriften læses på ekstraudstyr, som kaldes en læseliste. 
I København har Instituttet for Blinde og Svagsynede oprettet Hjælpemiddeludstillingen med bredt udvalg af hjælpemidler til blinde og svagsynede. Instituttet giver mulighed for at prøve hjælpemidlerne og giver vejledning til dem med synsnedsættelse, pårørende, fagfolk og andre interesserede. 

### Mobilitet
Blinde og meget svagtseende kan få en førerhund og/eller en blindestok – det internationale tegn på blindhed.